# Onthophagus phahompokus
Onthophagus phahompokus es una especie de insecto del género Onthophagus, familia Scarabaeidae, orden Coleoptera.

Fue descrita científicamente por Masumoto & Ochi en 2015.